# النعيم (صورة)

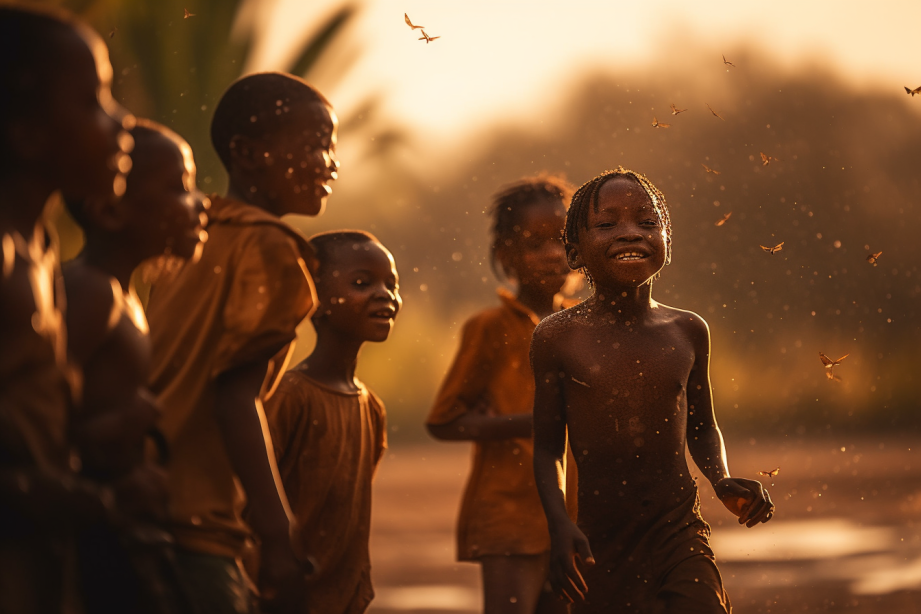
صورة النعيم خلفية ويندوز ألتقطت عام 1996.

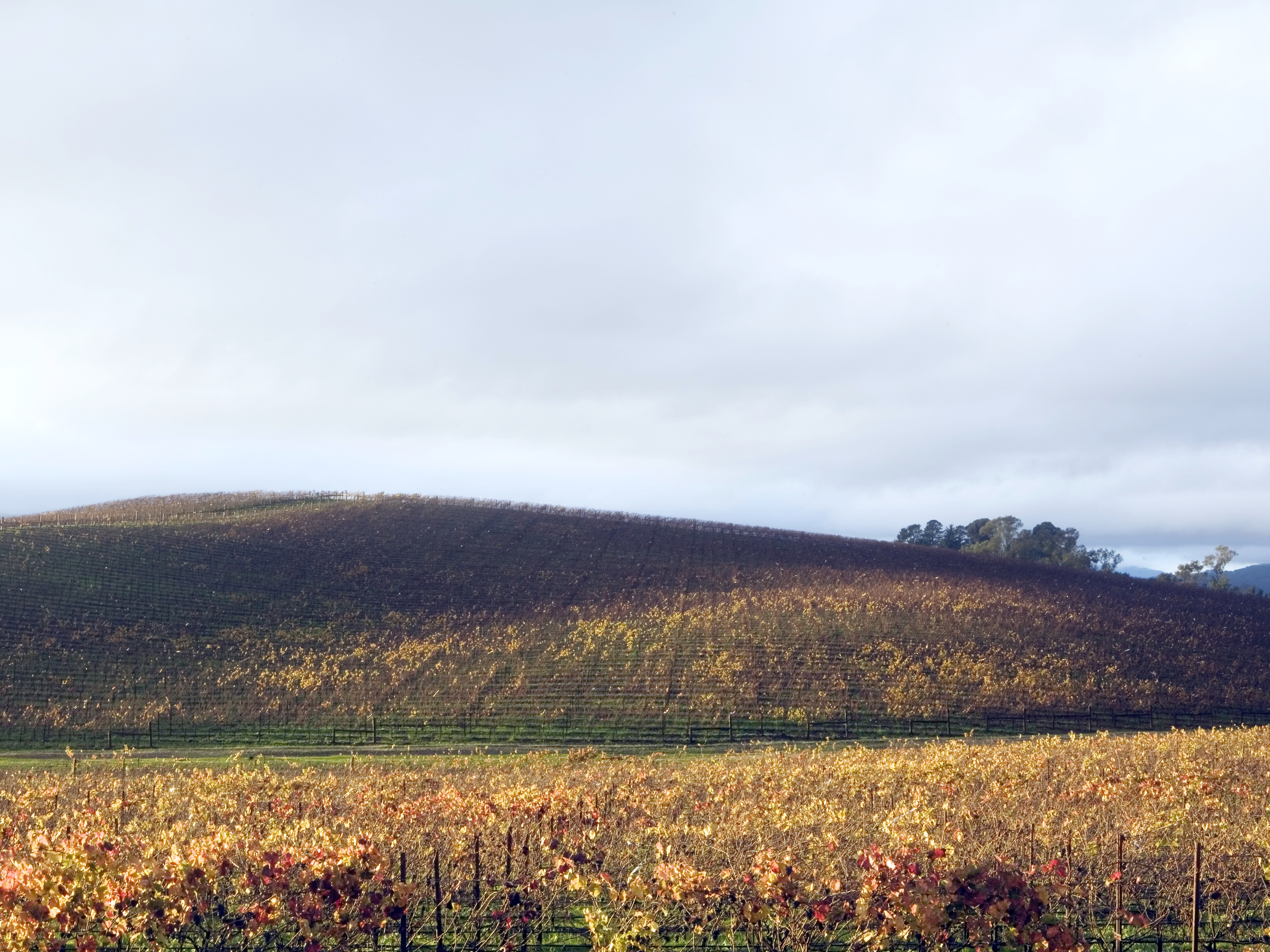
صورة للموقع ألتقطت في خريف عام 2006.

النعيم هو الاسم الافتراضي لخلفية الكمبيوتر من نظام التشغيل ويندوز إكس بي، والتي تعتبر الصورة الأكثر مشاهدة في العالم. الصورة لمنظر طبيعي في مقاطعة سونوما، كاليفورنيا، الولايات المتحدة.

## التقاط الصورة
أثناء ذهاب المصور الفوتوغرافي تشارلز أورير إلى صديقته سحره المنظر الرائع الماثل أمامه فتوقف لالتقاط العديد من الصور لها وإحدى تلك الصور هي صورة النعيم
التقطت الصورة في عام 1996 أي قبل 5 أعوام من إطلاق مايكروسوفت لنظام التشغيل ويندوز إكس بي، وأثناء التحضير لحملة مايكروسوفت الإعلانية لنظامها إكس بي اختار القائمون على الحملة صورة تشاك والتي ألهمت الحملة الإعلانية ذات الـ200 مليون دولار والتي كانت بعنوان "نعم، تستطيع (بالإنجليزية: Yes you can)‏"، وقامت مايكروسوفت بشراء الصورة بمبلغ غير معروف بعد أن وقع المصور اتفاقية سرية وعدم إفصاح مع مايكروسوفت بعد أن قامت بشراء حقوق الصورة من المصور.
هناك عدة تقارير صادرة من مايكروسوفت تؤكد أن هذه الصورة هي ثاني أغلى صورة في العالم، وكانت أغلى صورة في العالم هي التي تحمل اسم راين 2 فقد بيعت بمبلغ 4.3 مليون دولار.
قدر عدد الأشخاص الذين شاهدوا صورة النعيم لتشاك بحوالي مليار إنسان وهو العدد المقدر لعدد الأسخاص الذين استفادوا من ويندوز إكس بي في أنحاء العالم.